# Вд
Иван Вдовић, познатији као Вд, (Београд, 14. март 1961 — Београд, 23. септембар 1992) био је југословенски и српски музичар, бубњар рок бендова Сунцокрет, Шарло акробата и Катарина II. 

## Биографија
У трећем разреду гимназије Вдовић је постао члан бенда Лимуново дрво, чији је предводник био Милан Младеновић. Касније је свирао бубњеве у бенду Боре Ђорђевића Сунцокрет чији су чланови још били и Биља Крстић и Горица Поповић, а широј публици је постао познат као бубњар Шарло акробате. Након распада Шарла акробате, Вдовић је са Миланом Младеновићем основао Катарину II, чији чланови су били Бојан Печар, Гаги Михајловић и Маргита Стефановић. После Михајловићевог одласка 1985, име групе је промењено у Екатарина Велика, а Вдовић је ускоро напустио групу.
Монах Арсеније (Јовановић) описује Вда као „да је тако добро владао ритмом да је могао да свира у филхармонији”.
Исте године је установљено да је позитиван на ХИВ. Умро је од сиде 23. септембра 1992, а сахрањен је на Староме обреновачком гробљу, у породичној гробници.
Сматрају га једним од културних реформатора и покретача новог таласа у Србији и Југославији.